# Polyzonus schawalleri
Polyzonus schawalleri es una especie de escarabajo longicornio del género Polyzonus, subfamilia Cerambycinae, tribu Callichromatini. Fue descrita científicamente por Skale en 2018.
El período de vuelo ocurre en el mes de junio.

## Descripción
Mide 22,5 milímetros de longitud.

## Distribución
Se distribuye por Vietnam.